# Big Piney
Big Piney és una població dels Estats Units a l'estat de Wyoming. Segons el cens del 2000 tenia 408 habitants.

## Demografia
Segons el cens del 2000, Big Piney tenia 408 habitants, 161 habitatges, i 113 famílies. La densitat de població era de 403,9 habitants/km².
Dels 161 habitatges en un 34,2% hi vivien nens de menys de 18 anys, en un 62,7% hi vivien parelles casades, en un 5% dones solteres, i en un 29,8% no eren unitats familiars. En el 27,3% dels habitatges hi vivien persones soles el 6,8% de les quals corresponia a persones de 65 anys o més que vivien soles. El nombre mitjà de persones vivint en cada habitatge era de 2,53 i el nombre mitjà de persones que vivien en cada família era de 3,12.
Per edats la població es repartia de la següent manera: un 28,9% tenia menys de 18 anys, un 6,9% entre 18 i 24, un 31,4% entre 25 i 44, un 22,1% de 45 a 60 i un 10,8% 65 anys o més.
L'edat mediana era de 37 anys. Per cada 100 dones de 18 o més anys hi havia 102,8 homes.
La renda mediana per habitatge era de 36.346 $ i la renda mediana per família de 50.833 $. Els homes tenien una renda mediana de 41.964 $ mentre que les dones 18.750 $. La renda per capita de la població era de 17.647 $. Entorn del 10,2% de les famílies i l'11,5% de la població estaven per davall del llindar de pobresa.

## Poblacions més properes
El següent diagrama mostra les poblacions més properes.